# 小槻季継
小槻 季継（おづき の すえつぐ）は、鎌倉時代中期の官人。算博士・小槻公尚の子。官位は正五位上・左大史。

## 経歴
後鳥羽院政期に大炊助・大舎人頭・算博士を歴任する。
貞応2年（1223年）壬生流の小槻国宗が没するが、その子息・惟任が幼少であったことから季継が大夫史を継ぎ、建久2年（1191年）以来約30年ぶりに大宮流に大夫史の官職を取り戻す。大夫史に就くと、以後没するまで21年間にわたってその地位を保ち、家司として務めた摂政・九条道家と結んで、それまで壬生官務家に押されがちであった大宮官務家の基礎を固める。また、国宗から受け継いだ所領である官厨家便補保（太政官厨家領）を、朝廷の宣旨を得て子息の朝治に譲与するなど大宮家のみで独占しようとしたとされ、大宮家と壬生家とが相論を重ねるきっかけを作った。この間に、嘉禄元年（1225年）正五位上に至るとともに、修理東大寺大仏長官のほか、備前権介・紀伊守・筑前守などの地方官を兼任している。また、摂政・九条道家や摂政・二条教実など九条家の政所家司を務めた。
季継の時代には弁官は諸事を行う前に必ず前もって、大夫史を世襲する小槻氏に対して前例を問う方式が確立されていたらしく、嘉禄2年（1226年）に火災で官文殿が焼失した際、小槻氏の私文庫である官文庫をもって官文殿に代用することとし、官文殿自体の再建はなされなかったという。
寛元2年（1244年）9月27日卒去。享年53。子息の秀氏が若年であったため、官務（左大史上首）の地位は壬生流の小槻淳方が継いだ。
なお、日記として『左大史小槻季継記』が伝わるが、近年の研究では実際の著者は子息の秀氏であったことが判明している。

## 官歴
- 元久2年（1205年） 4月10日：大炊助（臨時内給）[7]
- 承久2年（1220年） 3月14日：大舎人頭（公尚辞壱岐守任）[8]
- 時期不詳：算博士[9]
- 貞応2年（1223年） 日付不詳：左大史[10]
- 嘉禄元年（1225年） 12月：正五位上[11]
- 寛喜2年（1230年） 閏正月10日：見修理東大寺大仏長官兼紀伊守[12]
- 寛喜3年（1231年） 正月29日：兼筑前守[13]
- 文暦2年（1235年） 9月4日：見修理東大寺大仏長官[14]
- 寛元2年（1244年） 9月27日：卒去[15]

## 系譜
『系図纂要』による。
- 父：小槻公尚
- 母：不詳
- 生母不詳の子女
  - 男子：小槻文世（?-1272）
  - 男子：小槻秀氏（?-1292）
  - 男子：小槻朝治（1220-1291）
  - 男子：守遍